# Daniel Mendoza (periodista)
Daniel Mendoza (Buenos Aires, 4 de octubre de 1943 - ibídem, 17 de agosto de 1992) fue un destacado periodista y locutor argentino.

## Biografía
Nacido con el nombre de Daniel Carlos Ruiz, adoptó el apellido del actor Alberto de Mendoza (1923-2011), quien fue su padrastro y con el cual convivió desde que Daniel tenía seis meses de edad.
Daniel Mendoza se hizo periodista en Madrid (España), luego de haber sido maestro y de haber intentado ser vendedor de automóviles. También quiso ser escritor y guardó siempre varios relatos, poemas y observaciones dispares. Realizó sus primeros estudios de televisión en Londres (Reino Unido) y en Madrid.
Vivió cinco años en Europa, durante los cuales trabajó en España como asistente de dirección de unas treinta películas, entre ellas El Cid, La caída del Imperio romano, Más allá de las montañas, El maravilloso mundo del circo, y El señor de Lassalle, de Luis César Amadori. Directores de cine como Anthony Mann y Nicholas Ray contaron con su colaboración.

## Carrera
Daniel Mendoza perteneció a la amplia camada de referentes de la radiofonía argentina, con
Héctor Larrea, Cacho Fontana, Antonio Carrizo, Mariano Grondona, Rolando Hanglin, Fernando Bravo, Julio Lagos, Nelson Castro, Enrique Llamas de Madariaga, Nicolás Kasanzew, Víctor Hugo Morales, Teté Coustarot y Alfredo Leuco.
Fue corresponsal de la Guerra de las Malvinas para Canal 13 y entrevistador de importantes personalidades, como el papa Juan Pablo II, Carlos Menem, Amalia Lacroze de Fortabat y Ramón Camps, entre muchos otros.
Trabajó como conductor y cronista de varios programas y noticieros como Siesta, Programón, Realidad, Para ellas, junto con Marta Cerain, Buenas Noches, Argentina (1981-1983), Nuevediario (1984), Amanecer (1986-1987), Titulares 13 (de julio a diciembre de 1989), Canal 13 Informa (de enero a febrero de 1990), Desayuno (1990) y Despertar al País (1991-1992).
Compartió pantalla con periodistas de renombre como Roberto Maidana, Juan Carlos Pérez Loizeau y Sergio Villarruel.
En ATC reemplazó a Carlos Campolongo y a Mónica Gutiérrez.
En 1985 trabajó en el filme Las barras bravas, dirigido por Enrique Carreras. Dos años después participó de El hombre de la deuda externa, en un cameo de la película protagonizada por Héctor Alterio.
Incursionó por varias e influyentes emisoras argentinas como Radio El Mundo, Radio Stentor, Radio Belgrano, entre otras.
En Radio Mitre condujo el programa El clan del aire, junto con Rina Morán, Horangel y Roberto González Rivero (Riverito).

## Vida privada
En su juventud fue secretario de la actriz Ava Gardner, con quien se rumoreó que vivió un romance.
Su primera esposa fue la periodista y locutora Virginia Hanglin, con quien tuvo a su primera hija, Ximena Ruiz Hanglin, la cual se encuentra casada con el expresidente del Banco Central de la República Argentina Luis Caputo.
Tuvo una relación con la azafata Graciela González.
Una de sus hijas es la periodista, movilera y conductora de los canales C5N y A24 Mercedes Mendoza.
Su segunda esposa fue María Cossio, una productora televisiva, con quien tuvo cuatro hijos.
En esa época mantuvo un romance con la exmodelo y conductora Andrea Frigerio, su compañera de conducción de un programa de noticias. Su hijo menor fue producto de una relación extramatrimonial.
En febrero de 1992 pasaron unas vacaciones en Buzios (Brasil), pero al retornar a Buenos Aires el vínculo empezó a deteriorarse porque Mendoza se negaba al pedido de Frigerio de que se separara de María Cossio. Frigerio se cansó de esperar hasta que se enamoró de su actual marido, Lucas Bocchino.
Mendoza fue amigo del conductor Víctor Sueiro y de Gustavo Sofovich ―hijo de Gerardo Sofovich―, con quien habló tres días antes de su suicidio.

## Suicidio
Andrea Frigerio y Daniel Mendoza conducían juntos un programa televisivo.
El 13 de agosto de 1992, Frigerio se despidió del programa y partió hacia Nueva York junto con su novio Lucas Bocchino.
Al día siguiente, Mendoza concurrió por última vez a su noticiero el 14 de agosto del 1992, y avisó que el lunes 17 no iría.
Ese lunes se disparó en el corazón con un arma calibre 32.
Su cuerpo fue encontrado sin vida en su apartamento ubicado en el barrio de Belgrano, con una enciclopedia médica en una mano.
El juez Nerio Bonifatti indagó a la familia de Mendoza y de Frigerio para saber si había existido abandono de persona, pero finalmente se cerró la causa.
Se lo recordó en un programa especial de Crónica TV, titulado Las tragedias de los famosos.
También se lo recordó en una nota publicada en el diario Infobae (Buenos Aires), escrita por la periodista Agustina Larrea.

## Filmografía
- 1987: El hombre de la deuda externa.
- 1985: Las barras bravas.
- 1968: "El gran robo".